# Membres de l'Ordre du Canada, par ordre alphabétique Z
| Nom                    | Ville               | Province             | Grade    | Année | Occupation |
| Modesto C. Zadra       | St-Siméon           | Québec               | Membre   | 1979  |            |
| Peter E. Zakreski      | Saskatoon           | Saskatchewan         | Membre   | 2001  |            |
| Joseph Zatzman         | Halifax             | Nouvelle-Écosse      | Membre   | 1997  |            |
| Eberhard H. Zeidler    | Toronto             | Ontario              | Officier | 1984  |            |
| Margaret Leona Zeidler | Edmonton            | Alberta              | Membre   | 1994  |            |
| Joyce Zemans           | Toronto             | Ontario              | Membre   | 2002  |            |
| Mozah Zemans           | Vancouver           | Colombie-Britannique | Officier | 1975  |            |
| Vic De Zen             | Woodbridge          | Ontario              | Membre   | 2002  |            |
| Adam Hartley Zimmerman | Toronto             | Ontario              | Officier | 1967  |            |
| Adam Hartley Zimmerman | Ottawa              | Ontario              | Officier | 1967  |            |
| Donald J.P. Ziraldo    | Niagara-on-the-Lake | Ontario              | Membre   | 1997  |            |
| Stanley H. Zlotkin     | Toronto             | Ontario              | Membre   | 2006  |            |
| Nicolas M. Zsolnay     | Ottawa              | Ontario              | Membre   | 1979  |            |
| Thomas George Zuber    | Windsor             | Ontario              | Membre   | 2004  |            |
| Irving Zucker          | Hamilton            | Ontario              | Membre   | 1996  |            |
| George B. Zukerman     | Surrey              | Colombie-Britannique | Officier | 1992  |            |